# デッドロック 絶対王者ボイカ
『デッドロック 絶対王者ボイカ』（原題: Boyka: Undisputed）は、2016年に製作された米国の映画。デッドロックシリーズの4作目に当たる。主人公は前作に引き続きユーリ・ボイカ。

## ストーリー
前作の後、ボイカはウクライナのキーフでマネージャーのキリルの元、アンダーグラウンドマッチで戦っていた。試合で誤って対戦相手のヴィクトルを死なせてしまったボイカは彼に妻アルマがいたことを知り、キリルに偽造パスポートを用意させてロシアまで謝罪しに行く。
ロシアではアルマがゾーラブというマフィアに借金をして地域の子供たちのためのコミュニティセンターを運営していることが明らかになる。アルマはゾーラブの地下闘技場でウェイトレスとして働かされ、さらに好色なゾーラブから付け狙われていた。ゾーラブが闘技場のファイターを探していることを知ったボイカはアルマの自由と引き換えに3つの試合で戦うことを取引する。

## キャスト
| 役名           | 俳優                           | 日本語吹替   |
| -------------- | ------------------------------ | ------------ |
| ユーリ・ボイカ | スコット・アドキンス           | 土田大       |
| アルマ         | テオドーラ・ドゥーホヴニコヴァ | 雨谷和砂     |
| ゾーラブ       | アロン・アブトゥブール         | さかき孝輔   |
| スラヴァ       | ジュリアン・ヴァーゴフ         | 江原実       |
| イゴール       | ビフラム・アチャバッケ         | 綿貫竜之介   |
| コシュマル     | マーティン・フォード           | 鈴木ユースケ |
| キリル         | ポール・チャヒーディ           | 辻田啓一     |
| マルコフ       | バレンティン・ガネフ           |              |
| コイチェフ     | ウラジミール・コレフ           |              |
| ヴィクトル     | エミリアン・デ・ファルコ       | 宮本淳       |
| オゼロフ兄弟   | ティム・マン                   |              |
| オゼロフ兄弟   | アンドレアス・グエン           |              |